# Георги Попбогданов
Георги Попбогданов е български революционер, деец на Вътрешната македоно-одринска революционна организация.

## Биография
Георги Попбогданов е роден в град Крушево, тогава в Османската империя, в семейството на свещеника на българската църква „Света Богородица“ поп Богдан. През 1908 година Георги Попбогданов завършва българската духовна семинария в Цариград, след което учителства в Охрид. През 1909 година е вече учител в Крушево и същевременно е секретар на местния революционен комитет на ВМОРО. При провеждането на обезоръжителната акция на младотурците от 1910 година се самоубива, след като не успява да убие баща си, който предава тайните на ВМОРО.
Брат му Цветан Попбогданов след освобожденитео на Вардарска Македония в 1941 година участва в дейността на Илинденската организация.